# Pierre de Belair
Pour les articles homonymes, voir Belair.
Pierre Mitiffiot de Belair, né à Lyon le 29 octobre 1892 et mort le 17 avril 1956 à Sainte-Foy-lès-Lyon, est un peintre français.

## Biographie
Fils du peintre Fernand de Belair, portraitiste, décorateur et affichiste, élève de François Flameng, Jean-Paul Laurens et Adolphe Déchenaud, membre de la Société lyonnaise des beaux-arts ainsi que de la Société nationale des beaux-arts, il expose à Lyon, Tunis, Paris, Londres, New York et en Allemagne et se fait remarquer au Salon des artistes français de 1929 avec les toiles Coulisses du cirque et Terrasse de brasserie. 